# تشورتون هيث (تشيشير)
تشورتون هيث (بالإنجليزية: Churton Heath)‏ هي قرية و أبرشية مدنية تقع في المملكة المتحدة في إنجلترا. يقدر عدد سكانها بـ 8 نسمة .